# Диссоциация (химия)
Диссоциация — в химии может использоваться в двух смыслах:
- разделение молекулярных комплексов на два или больше молекулярных элементов (примерами являются унимолекулярный гетеролиз[англ.], гомолиз[англ.] и разделение пары ионов на свободные ионы);
- разделение элементов любой совокупности на молекулярные элементы.

В обоих смыслах диссоциация обратна по смыслу ассоциации.
Если процесс диссоциации обратимый и равновесный, то он может быть описан константой диссоциации, которая для равновесия
{\displaystyle \mathrm {A} _{x}\mathrm {B} _{y}\rightleftharpoons x\mathrm {A} +y\mathrm {B} }
определяется как
{\displaystyle K_{d}={\frac {[A]^{x}\times [B]^{y}}{[A_{x}B_{y}]}}}